# Phacelia hubbyi
Phacelia hubbyi är en strävbladig växtart som först beskrevs av James Francis Macbride, och fick sitt nu gällande namn av Laura M. Garrison. Phacelia hubbyi ingår i Faceliasläktet som ingår i familjen strävbladiga växter. Inga underarter finns listade i Catalogue of Life.